# Thurcaston
Thurcaston – wieś w Anglii, w hrabstwie Leicestershire, w dystrykcie Charnwood. Leży 6 km na północ od miasta Leicester i 149 km na północny zachód od Londynu. Miejscowość liczy ok. 800 mieszkańców.